# Langenau (Geislingen)
Langenau ist eine Wüstung auf der Gemarkung von Geislingen im Zollernalbkreis in Baden-Württemberg.

## Geographie
Die Wüstung lag auf der ehemaligen Gemarkung von Binsdorf.

## Geschichte
Vermutet wird, dass der Weiler im Bubenhofer Tal Langenau war. Ein vermutlich alemannisches Gräberfeld im Weilertal könnte auf eine weitere abgegangene Siedlung hindeuten.